# Wattersita
La wattersita es un mineral cromato encuadrado en la clase de los minerales sulfatos. Fue descubierta en 1987 en una mina del condado de San Benito, en California (Estados Unidos), siendo nombrada así en honor de Lu Watters, recolector de minerales estadounidense. Un sinónimo es su clave: IMA1987-030.

## Características químicas
Es un cromato anhidro de mercurio con aniones adicionales óxido, que cristaliza en el sistema cristalino monoclínico.

## Formación y yacimientos
Es un raro mineral que se forma en la zona oxidada de los yacimientos de minerales del mercurio, en rocas carbonato-silicatos en serpentinitas sometidas alteración hidrotermal, con aspecto de agregados de pequeñas conchas. Suele encontrarse asociado a otros minerales como: cinabrio o mercurio.